# Jimmy Savile
James Wilson Vincent Savile (Leeds, Yorkshire del Oeste, 31 de octubre de 1926-Roundhay, 29 de octubre de 2011) fue un disc-jockey británico y presentador estrella de la cadena BBC. Conocido en vida por su figura excéntrica y filantrópica,tras su muerte salió a la luz que había sido un depredador sexual en serie.

## Biografía
Savile nació el 31 de octubre de 1926 en Burley, un área del centro de la ciudad de Leeds (Yorkshire del Oeste, Inglaterra), en el seno de una familia católica de bajos recursos.
Durante varias décadas estuvo al frente del popular programa musical Top of the Pops, con una  audiencia media de 15 millones de telespectadores. También tuvo programas como  Jimmy'll Fix It  y Jimmy's Travels con enorme éxito de audiencia.
Era un personaje muy popular que se codeaba con personalidades como el príncipe Carlos de Gales o la primera ministra Margaret Thatcher. Recibió la  Orden del Imperio Británico, con el título de Sir. En 1990, Savile fue nombrado Caballero Comandante de San Gregorio Magno por el Papa Juan Pablo II. La Reina Isabel también lo nombró Caballero, Sir James Wilson Vincent Savile.
Savile falleció en 2011 a los 84 años. Su funeral en la Catedral de Leeds fue transmitido en vivo y fue enterrado con todos los honores como un héroe británico.

## Denuncias
Desde 1955 hasta 2009 recibió muchas denuncias por abuso sexual infantil cometidas en los hospitales donde hacía voluntariado, en correccionales de menores y en los estudios de la BBC en Londres, pero siempre fueron sistemáticamente tapadas por la Casa Real Británica y la BBC. El cantante John Lydon fue vetado de la BBC en 1978 tras afirmar en una entrevista para BBC Radio que quería matar a Jimmy Savile, sosteniendo que "apuesto que le gusta todo tipo de cosas sórdidas que todos conocemos, pero que no se nos permite hablar. Conozco algunos rumores." Del mismo modo en 1987, el comediante Jerry Sadowitz tuvo su álbum Gobshite retirado de circulación tras afirmar en este que Savile era un pedófilo.
Un año después de su muerte, un documental transmitido por la televisión ITV sostuvo que Jimmy Savile había sido, entre los años 1960 y 1970, un depredador sexual de niños y niñas de ocho años en adelante, así como de  adolescentes. Se estimó que el número posible de víctimas puede ser de aproximadamente 500, incluso algunas fuentes hablan de hasta un millar de víctimas. En enero de 2013, más de un año después de su muerte, un informe publicado conjuntamente por la Asociación Británica de Prevención de Abusos a Niños, la NSPCC y la Metropolitan Police afirmó que 500 personas habían denunciado a Savile por abusos realizados entre 1955 y 2009.
En 2014, se descubrieron 103 casos de necrofilia por parte de Jimmy Savile. El celebre humorista y presentador tenía libre acceso a la morgue del Hospital Leeds General Infirmary y a otros 28 hospitales. El primer caso ocurrió en 1962, cuando el presentador tenía 36 años, y el último en 2009, a los 82. Después de su muerte, a los 84 años, se le consideró como uno de los peores delincuentes sexuales del Reino Unido. Un informe presentado por la Sociedad Nacional para la Protección de los Niños contra la Crueldad reveló al menos 500 denuncias de abusos a menores de entre 13 y 15 años, así como de personal de hospitales, pacientes e incluso cadáveres por parte de Savile.
En 2022, Netflix estrenó una miniserie documental que abarca la carrera de Savile y la forma en como este cubrió sus denuncias durante el transcurso de su vida.

## Filmografía
| Año                               | Título                      | Rol                  | Notas                                               |
| --------------------------------- | --------------------------- | -------------------- | --------------------------------------------------- |
| 1959-1979                         | Juke Box Jury               | panelista            | 22 episodios                                        |
| 1960                              | Young at Heart              | presentador          | Junto a Valerie Masters                             |
| 1961-1964                         | Thank Your Lucky Stars      | DJ invitado          | 11 episodios                                        |
| 1964-1984, 1988, 2001, 2003, 2006 | Top of the Pops             | presentador          |                                                     |
| 1969                              | Songs of Praise             | presentador invitado | 1 episodio                                          |
| 1969                              | Pop Go The Sixties          | copresentador        | Especial de televisión; junto a Elfi von Kalckreuth |
| 1973-1974                         | Clunk, Click                | Presentador          |                                                     |
| 1975-1994                         | Jim'll Fix It               | Presentador          |                                                     |
| 1979-2009                         | This Is Your Life           | invitado             | 8 episodios                                         |
| 2000                              | When Louis Met...           | Así mismo            |                                                     |
| 2006                              | Celebrity Big Brother       | huésped invitado     | 2 episodios                                         |
| 2007                              | Jim'll Fix It Strikes Again | presentador          |                                                     |